# Khor Virap
Khor Virap (in armeno Խոր Վիրապ?, prigione in profondità) è uno dei più importanti monasteri armeni, nei pressi del confine con la Turchia.

## Storia
Secondo la leggenda, nel 288 il re Tiridate III imprigionò Gregorio l'Illuminatore in una grotta sulla piccola collina al centro della pianura della Valle di Arax e lo tenne lì per 13 anni per dissuaderlo dalla fede cristiana. Poiché la tortura non riuscì a piegare Gregorio e quest'ultimo guarì il re da una sfigurante malattia della pelle considerata incurabile, Tiridate III, la sua famiglia e la sua corte furono battezzati nel 301 e decretarono che gli armeni - primo popolo della storia - adottassero il cristianesimo come religione di stato. 
La collina di Khor Virap è anche il luogo in cui, nel 180 a.C., Artaxias I fondatore della dinastia degli Artasidi spostò la capitale del regno d'Armenia fondando la città di Artaxata.
Oggi sulla collina sorge un piccolo monastero del XVII secolo, composto dalla Chiesa di Nostra Signora (Surb Astvatsatsin) del 1661 e dalla Cappella di San Giorgio (Surb Gevork), ricostruita più volte e originariamente donata dal Catholicos Narses III il Costruttore nel 642. La prima cappella aveva una forma strutturale simile alla cattedrale di Zvartnots, distrutta da un terremoto. Al suo interno si trovano due fori nel pavimento attraverso i quali si può scendere nella cella della grotta in cui si dice sia stato imprigionato Gregorio e in un'altra cella sotterranea simile. Per qualche tempo, Chor Wirap è stata sede di un seminario teologico e residenza del Catholicos.

## Significato per gli armeni
A causa di questi eventi leggendari, il monastero ha un significato speciale per gli armeni. Gli eventi dell'inizio del XX secolo hanno rafforzato questo concetto quando il confine definitivo tra la Turchia e l'Unione Sovietica è stato tracciato non lontano dal monastero. Così, Khor Virap è diventato il punto del territorio armeno oggi più vicino all'Ararat, il simbolo nazionale degli armeni, dopo che la montagna è stata annessa alla Turchia. Se il tempo lo permette, il monastero offre una delle più belle viste sulla montagna a 31 km di distanza.
Il 26 giugno 2016, Papa Francesco ha visitato il monastero durante il suo viaggio in Armenia.

## Galleria d'immagini

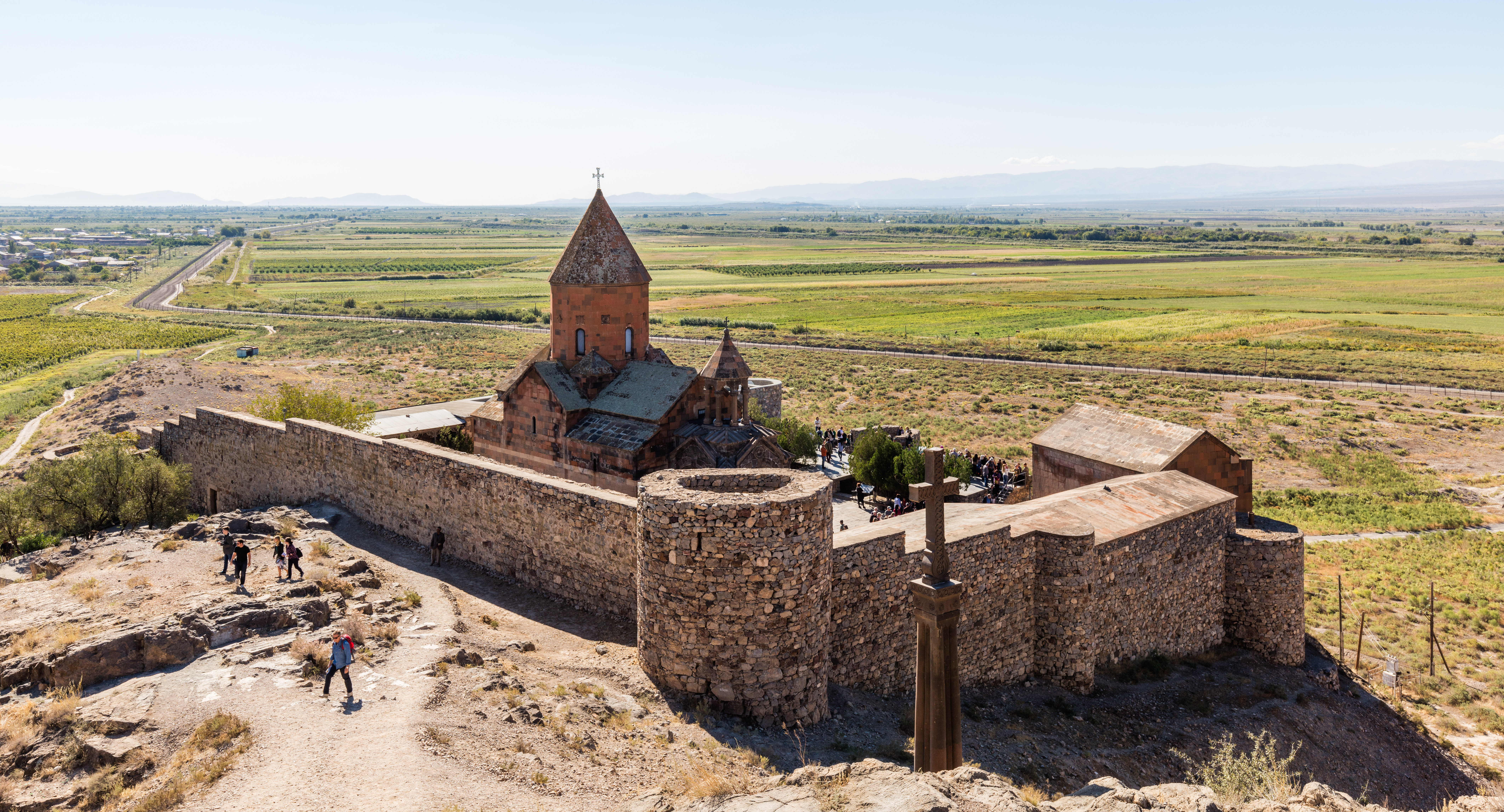
Veduta generale di Khor Virap
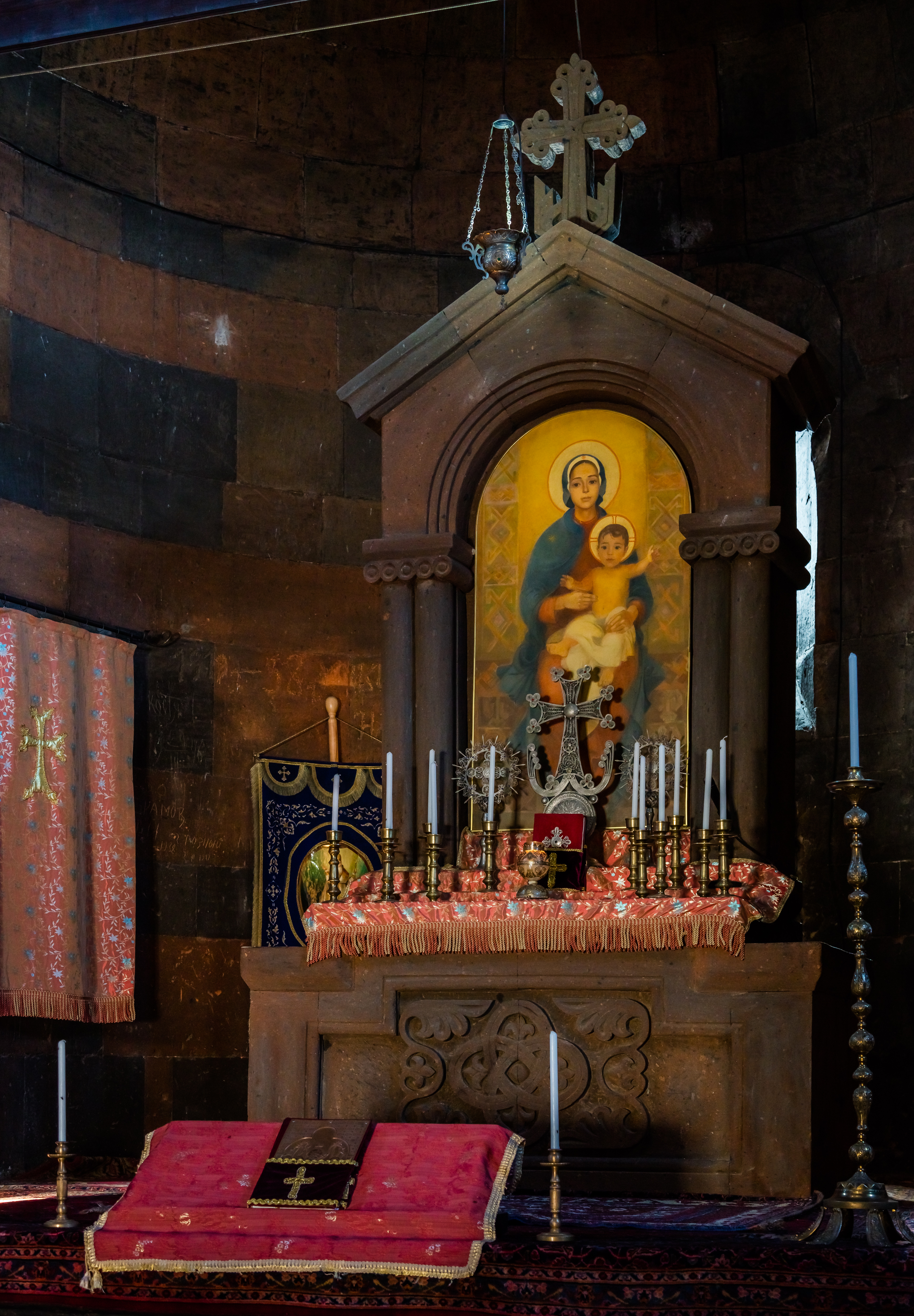
Altare della Chiesa di Nostra Signora
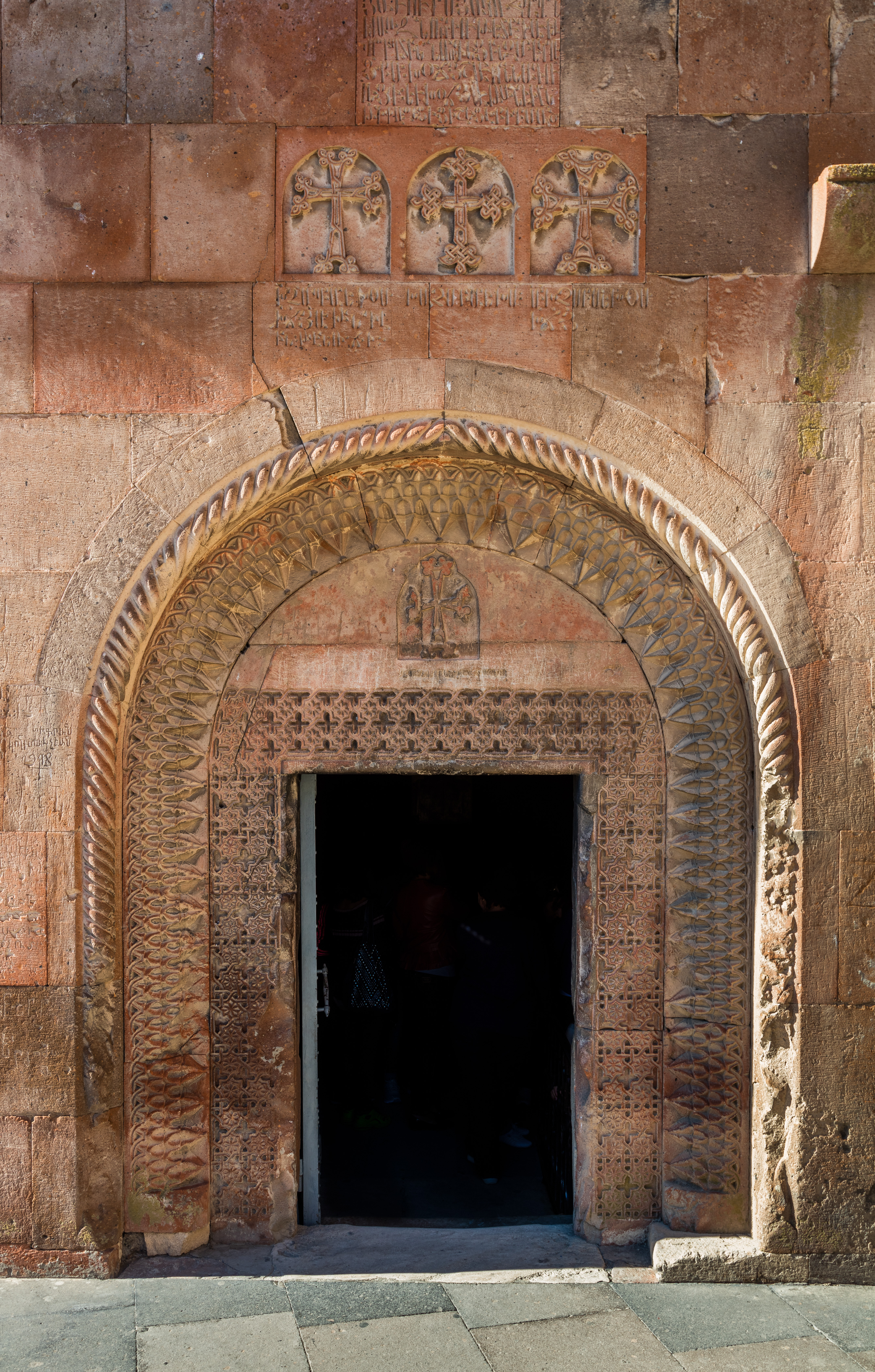
Ingresso della cappella di San Gregorio
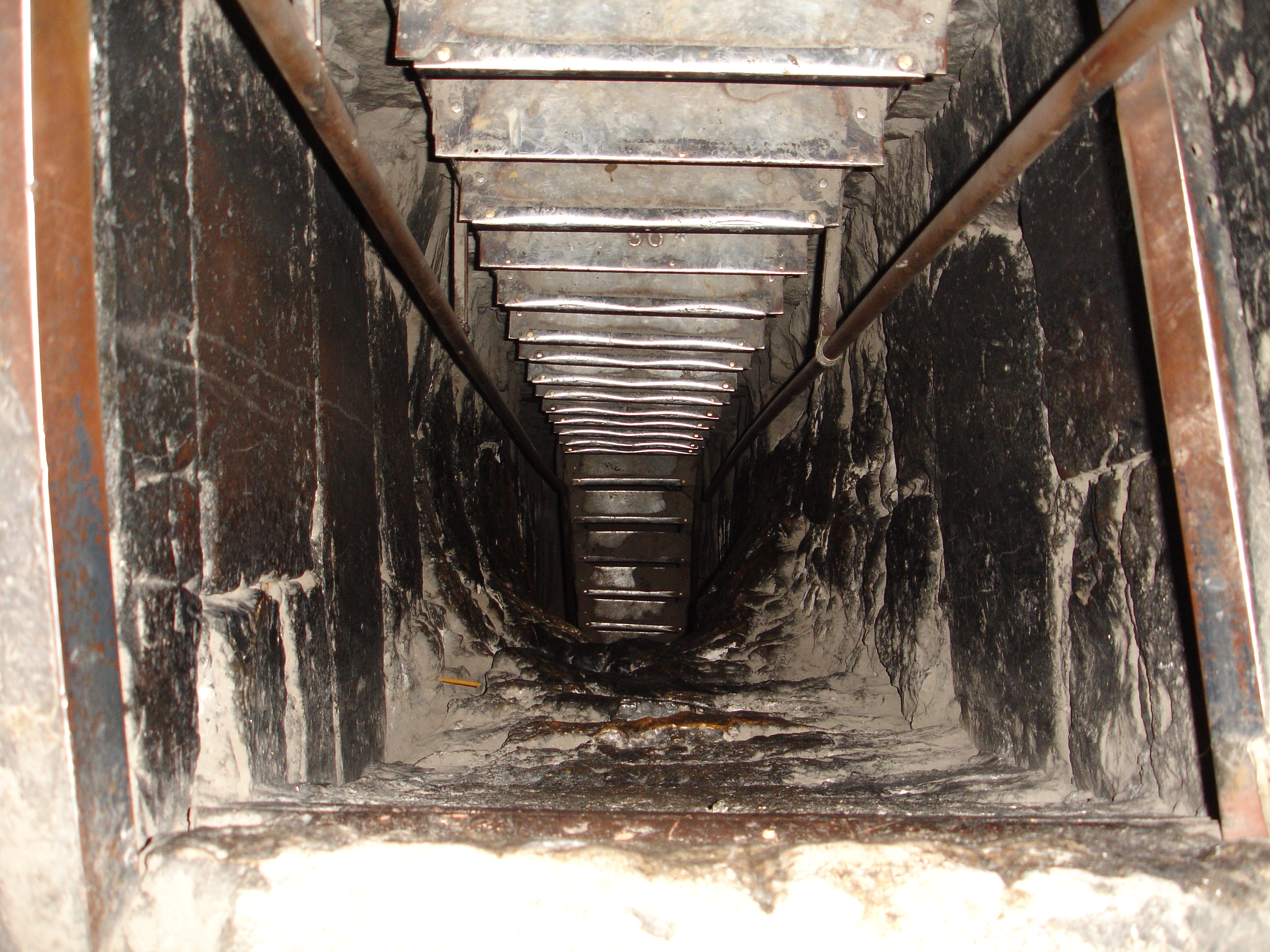
Ingresso alla grotta di San Gregorio
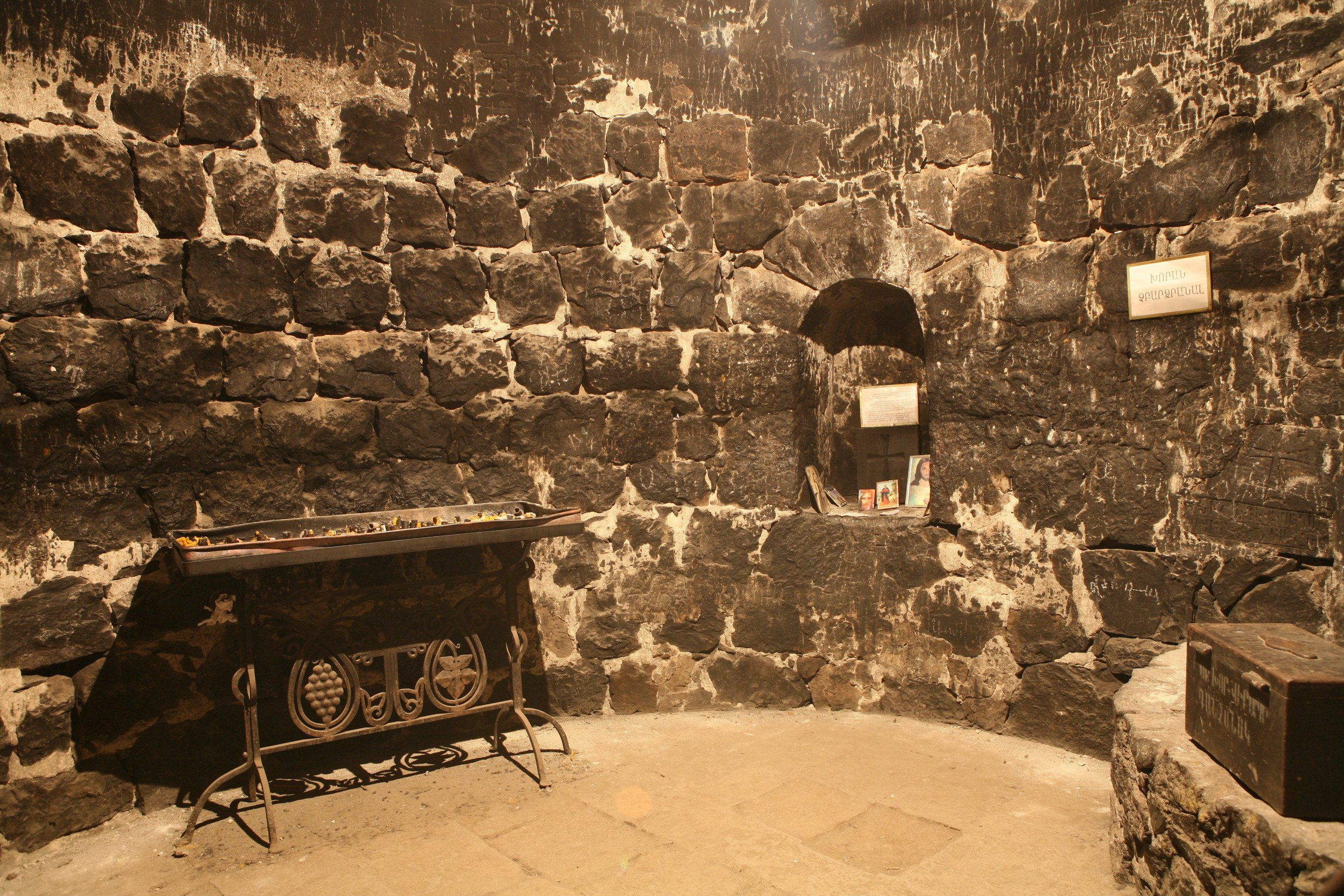
Grotta dove passò la prigionia San Gregorio